# العلاقات اليابانية الجنوب إفريقية
العلاقات اليابانية الجنوب أفريقية هي العلاقات الثنائية التي تجمع بين اليابان وجنوب أفريقيا.

## مقارنة بين البلدين
هذه مقارنة عامة ومرجعية للدولتين:
| وجه المقارنة                                              | اليابان         | جنوب أفريقيا |
| --------------------------------------------------------- | --------------- | --- |
| المساحة (كم2)                                             | 377.97 ألف      | 1.22 مليون |
| عدد السكان (نسمة)                                         | 126.79 مليون    | 57.73 مليون |
| الكثافة السكانية (ن./كم²)                                 | 335.45          | 47.32 |
| العاصمة                                                   | طوكيو           | بريتوريا، بلومفونتين، كيب تاون |
| اللغة الرسمية                                             | اللغة اليابانية | لغة إنجليزية، اللغة الأفريقانية، اللغة النديبلي الجنوبية، اللغة السوثو الشمالية، اللغة السوتية، لغة سوازي، اللغة التسونجا، اللغة التسوانية، اللغة الفيندية، اللغة الكوسية، اللغة الزولوية |
| العملة                                                    | ين ياباني       | راند جنوب أفريقي |
| الناتج المحلي الإجمالي (بليون دولار)                      | 4.87 تريليون    | 349.42 مليار |
| الناتج المحلي الإجمالي (تعادل القوة الشرائية) بليون دولار | 5.18 تريليون    | 725.91 مليار |
| الناتج المحلي الإجمالي الاسمي للفرد دولار أمريكي          | 34.52 ألف       | 5.72 ألف |
| الناتج المحلي الإجمالي للفرد دولار أمريكي                 | 36.62 ألف       | 13.05 ألف |
| مؤشر التنمية البشرية                                      | 0.903           | 0.666 |
| رمز المكالمات الدولي                                      | +81             | +27 |
| رمز الإنترنت                                              | .jp             | .za |
| المنطقة الزمنية                                           | توقيت اليابان   | ت ع م+02:00، أفريقيا/جوهانسبرغ ‏ |

## مدن متوأمة
في ما يلي قائمة باتفاقيات التوأمة بين مدن يابانية وجنوب أفريقية:
- ترتبط آيساي مع جنوب أفريقيا باتفاقية توأمة منذ 2005.

## منظمات دولية مشتركة
يشترك البلدان في عضوية مجموعة من المنظمات الدولية، منها:
| علم المنظمة | اسم المنظمة                        | تاريخ انضمام اليابان | تاريخ انضمام جنوب أفريقيا |
| ----------- | ---------------------------------- | -------------------- | ------------------------- |
|             | مجموعة العشرين                     | ?                    | ?                         |
|             | منظمة التجارة العالمية             | ?                    | 1995                      |
|             | الاتحاد البريدي العالمي            | ?                    | ?                         |
|             | مجموعة الموردين النوويين           | ?                    | ?                         |
|             | يونسكو                             | 2 يوليو 1951         | 4 نوفمبر 1946             |
|             | الفريق المعني برصد الأرض           | ?                    | ?                         |
|             | مؤسسة التمويل الدولية              | 20 يوليو 1956        | 3 أبريل 1957              |
|             | منظمة حظر الأسلحة الكيميائية       | ?                    | ?                         |
|             | مؤسسة التنمية الدولية              | 27 ديسمبر 1960       | 12 أكتوبر 1960            |
|             | نظام تحكم تكنولوجيا القذائف        | 1987                 | 1995                      |
|             | وكالة ضمان الاستثمار متعدد الأطراف | 12 أبريل 1988        | 10 مارس 1994              |
|             | الاتحاد الدولي للاتصالات           | 29 يناير 1879        | 1910                      |
|             | منظمة الشرطة الجنائية الدولية      | ?                    | ?                         |
|             | الأمم المتحدة                      | 18 ديسمبر 1956       | 7 نوفمبر 1945             |
|             | البنك الدولي للإنشاء والتعمير      | 13 أغسطس 1952        | 27 ديسمبر 1945            |
|             | المنظمة الهيدروغرافية الدولية      | ?                    | ?                         |
|             | البنك الإفريقي للتنمية             | ?                    | ?                         |

## أعلام
هذه قائمة لبعض الشخصيات التي تربطها علاقات بالبلدين:
- دايسكي إيشيواتاري (14 أغسطس 1973 – )

## وصلات خارجية
- موقع وزارة الخارجية اليابانية
- موقع وزارة الخارجية الجنوب أفريقية